# Lengertz konstpris
Lengertz konstpris är ett pris, som (jämte Lengertz litteraturpris) årligen utdelas till konstnärer med anknytning till Skåne och dess hembygdsförankring. Priset instiftades via författarens och antikvariatsinnehavarens William Lengertz testamente, förvaltas av en stiftelse och utdelas av Skånes hembygdsförbund sedan 1967.

## Pristagare
- 1967 Carl-Otto Hultén
- 1968 Rickard Björklund
- 1969 Gunnar Norrman
- 1970 Barbro Nilsson
- 1971 Åke Jönsson
- 1972 Carl-Einar Andersson
- 1973 Ola Billgren
- 1974 Per Erik Willö
- 1975 Gerhard Nordström
- 1976 Nils Göran Brunner
- 1977 Gerhard Wihlborg
- 1978 Alma Öhrström
- 1979 Lennart Hall
- 1980 Sven Bunnel
- 1981 Barbro Bäckström
- 1982 Margareta Drougge
- 1983 Bertil Mauritzon
- 1984 Christina Campbell
- 1985 Ulla Viotti
- 1986 Kirsten Hennix
- 1987 Anders Kappel
- 1988 Takashi Naraha
- 1989 Acke Hydén
- 1990 Annika Svenbro
- 1991 Åsa Maria Bengtsson
- 1992 Nina Bondesson
- 1993 Marianne Andersson
- 1994 Per Pålsson
- 1995 Tamara Malmeström
- 1996 Peter Larsson
- 1997 Kerstin Winberg
- 1998 Mårten Nilsson
- 1999 Ulf Stålhane
- 2000 Bertil Kaa Hedberg
- 2001 Jan Bertil Andersson
- 2002 Magdalena Svensson
- 2003 Gert Aspelin
- 2004 Minako Masui
- 2005 David Svensson
- 2006 Maria Miesenberger
- 2007 Eva Larsson
- 2008 Nichlas Winmalm
- 2009 Viktor Rosdahl
- 2010 Bianca Maria Barmen
- 2011 Elizabet Thun
- 2012 Ella Tillema
- 2013 Jonas Liveröd
- 2014 Inga Björstedt
- 2015 Christian Partos
- 2016 Johan Röing
- 2017 Peter Wallström
- 2018 Birgitta Nelson Clauss
- 2019 Margit Brundin
- 2020 Gustav de Abreu Sundin
- 2021 Sven-Ingvar Johansson
- 2022 Lisa D Manner